# Neúplné zatmění
Pour plus de détails, voir Fiche technique et Distribution.
Neúplné zatmění (littéralement « éclipse incomplète ») est un film tchécoslovaque réalisé par Jaromil Jireš, sorti en 1983.

## Synopsis
Une adolescente rejoint une institution spécialisée après avoir été rendue aveugle par un accident.

## Fiche technique
- Titre : Neúplné zatmění
- Réalisation : Jaromil Jireš
- Scénario : Daniela Fischerová et Jaromil Jireš
- Musique : Zdenek Pololáník
- Photographie : Emil Sirotek
- Montage : Josef Valusiak
- Société de production : Filmové studio Barrandov
- Pays de production :  Tchécoslovaquie
- Genre : Drame
- Durée : 82 minutes
- Dates de sortie : 
  - Tchécoslovaquie : mars 1983

## Distribution
- Lucie Pátiková : Marta Rezková
- Blanka Bohdanová : l'infirmère
- Oldrich Navrátil : Dr. Mos
- Jana Brezinová : Jana Rezková, la maman de Martina
- Gabriela Bestáková : Zuzana, la sœur de Martina
- Michaela Kusnerová : Eva, la camarade de chambrée de Martina
- Ondrej Havelka : l'ophtalmologiste

## Distinctions
Le film a été présenté en sélection officielle en compétition lors de Berlinale 1983.